# Боровце (Мазовецьке воєводство)
Боровце (пол. Borowce) — село в Польщі, у гміні Трошин Остроленцького повіту Мазовецького воєводства.
Населення — 101 особа (2011).
У 1975-1998 роках село належало до Остроленцького воєводства.

## Демографія
Демографічна структура станом на 31 березня 2011 року:
|          | Загалом | Допрацездатний вік | Працездатний вік | Постпрацездатний вік |
| -------- | ------- | ------------------ | ---------------- | -------------------- |
| Чоловіки | 52      | 11                 | 31               | 10                   |
| Жінки    | 49      | 11                 | 31               | 7                    |
| Разом    | 101     | 22                 | 62               | 17                   |